# 徳島県道240号西麻植下浦線
徳島県道240号西麻植下浦線（とくしまけんどう240ごう にしおえしもうらせん）は、徳島県吉野川市から名西郡石井町に至る一般県道である。

## 概要
吉野川市鴨島町西麻植から名西郡石井町浦庄に至る。通称は飯尾（いのお）街道だが、下浦街道、森山街道などとも呼ばれることがある。国道192号の南に平行して東西に約10 km伸びている。1.5車線で信号がほとんどないことから国道192号の抜け道として利用する車が多いものの、家屋が路沿いに並び見通しが悪く、道路近くに吉野川市立上浦小学校、吉野川市立森山小学校、吉野川市立飯尾敷地小学校、石井町立浦庄小学校などの教育機関があり、交通死亡事故も発生しているため通行に注意が必要である。

### 路線データ
- 起点：徳島県吉野川市鴨島町西麻植（鴨島町西麻植交差点、国道192号交点）
- 終点：徳島県名西郡石井町浦庄（石井町浦庄交差点、国道192号交点）
- 総延長：8.758 km[1]

## 歴史
- 1959年（昭和34年）1月31日 - 徳島県道138号西麻植下浦線として認定。
- 1972年（昭和47年）3月10日 - 現在の路線番号で再認定。

## 路線状況

### 通称
- 飯尾（いのお）街道

### 道路施設

#### 橋梁
- 鳥正橋（飯尾川、吉野川市）
- 中島橋（飯尾川、吉野川市）
- 宮地橋（飯尾川、吉野川市）
- 山路橋（寺谷川、吉野川市）

## 地理

### 通過する自治体
- 徳島県
  - 吉野川市 - 名西郡石井町

### 交差する道路
| 交差する道路                    | 市町村名 | 市町村名 | 交差する場所 | 交差する場所              |
| ------------------------------- | -------- | -------- | ------------ | ------------------------- |
| 国道192号                       | 吉野川市 | 吉野川市 | 鴨島町西麻植 | 鴨島町西麻植交差点 / 起点 |
| 徳島県道238号川島西麻植停車場線 | 吉野川市 | 吉野川市 | 鴨島町西麻植 |                           |
| 徳島県道242号鴨島植桜線         | 吉野川市 | 吉野川市 | 鴨島町敷地   |                           |
| 徳島県道31号鴨島神山線          | 吉野川市 | 吉野川市 | 鴨島町飯尾   |                           |
| 国道192号 国道318号 重複        | 名西郡   | 石井町   | 浦庄         | 石井町浦庄交差点 / 終点   |

### 沿線
- 吉野川市立飯尾敷地小学校
- 飯尾郵便局
- 森山郵便局
- 吉野川市立森山小学校
- 吉野川市立上浦小学校（休校）
- 石井町立浦庄小学校
- JR四国徳島線 下浦駅